# デスクトップミュージック

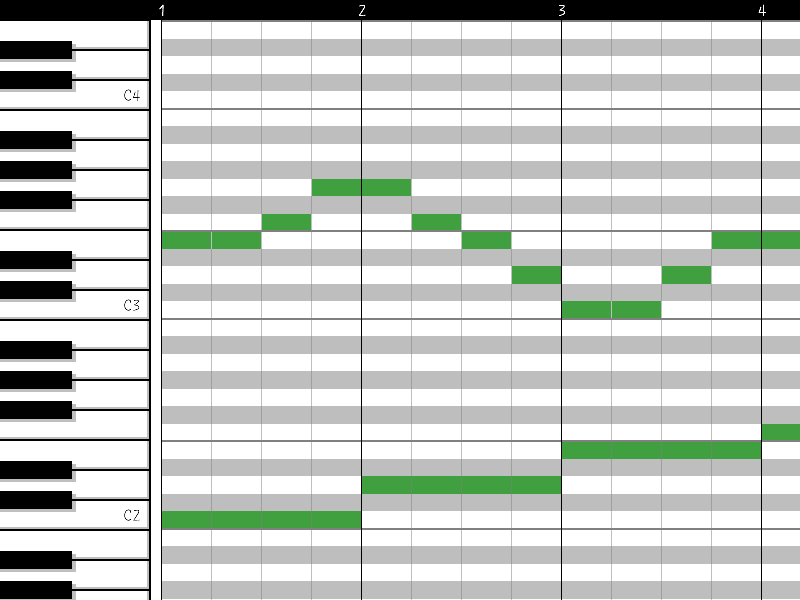
シーケンスソフトに用いられるピアノロール表示の典型的な例。

デスクトップミュージック（和製英語: Desktop Music、略称: DTM）はパソコンを利用して楽曲制作をおこなう音楽制作手法の総称である。一般的にパソコン上のミュージックシーケンサーで楽曲を制作し、音源モジュールやソフトウェア・シンセサイザーで発音・演奏する。
DTMはDTP（デスクトップパブリッシング）をもじって作られた和製英語である。英語圏において同一の事柄は「Bedroom production」、「Programming（Music Programming）」などと呼称される。
上位概念として、コンピュータを利用した音楽全般を指す「コンピュータ音楽」があり、これには自動作曲や音響合成、音響信号処理の利用が広く含まれる。

## 概要
この言葉が使われ始めたのは、ローランドから音楽ソフトのバンドル製品「ミュージくん」が発売された1988年ごろである。当時狭義のDTMはパソコンの使用を前提とし、かつ日常的な環境においてある程度限定された規模での音楽制作を指す場合が多い。ローランドのSCシリーズなどを始めとする音源モジュールをパソコンと接続し、その音源モジュール1台にボーカル以外のすべての演奏を任せるというシステムがDTMの一般的な形であった。
DTMはパソコンの使用が前提であるため、パソコンを使わず、シーケンサー専用機やシーケンサー内蔵シンセサイザーを単体で使用する場合はいわゆる打ち込みには含まれるがDTMとは通常呼ばれない。
ユーザーが楽曲制作上で中心的に操作するのは演奏データを入力し、自動演奏を行うパソコンのシーケンスソフトである。パソコンのシーケンサーソフト上に表示される譜面に、マウスで音符や休符を置くといった作業、または音源モジュールと接続されたMIDIキーボードを演奏して、シーケンサーソフトにリアルタイム入力をするといった作業によって自動演奏データ/カラオケデータを作成していくのである。
DTMでミュージックシーケンサーを用いるのに対し、オーディオの録音や編集・ミキシングが可能な制作システムはデジタル・オーディオ・ワークステーション（DAW）と呼ばれ、後者は専用ハードウェアが必要であったこともあり、従来区別されてきた。時代が下るにつれ、パソコンベースのDAWの普及や、ミュージックシーケンサーのDAW統合が進み、DAWを用いたDTMも一般的となっている。

## DTMにおけるシーケンサーソフトのデータ入力方法
譜面入力
シーケンスソフトの画面上に表示される五線譜に音符や調号をマウスで貼り付けていく入力方法。初心者にも分かりやすいが、音の強弱やピッチベンドなど、細かいニュアンスの入力には適していない。
数値入力
音の高さ、長さ、強弱などを数値にして、入力していく方法。初期のデジタルシーケンサーであるローランド MC-8で確立された入力方法で、その後のレコンポーザなどのシーケンサーソフトにも採用され、日本でDTMという言葉が普及する以前の「コンピューターミュージック」においては標準の入力形式であったと言える。MIDIデータそのものは本来数値データなので、現在でもほとんどのシーケンスソフトがエディットモードとしては備えている機能である。細かいニュアンスが出せるという特色があるものの、初心者には理解が難しいという欠点がある。
ピアノロール入力
オルゴールのシリンダーや自動ピアノのピアノロールと同様の考え方でデータを入力する方法で、画面の左側に音の高さを表す鍵盤が表示され、画面右側に音の長さを表す横向きのバーでグラフィカルに音程・音の長さを表示する画面（縦軸を音程、横軸を時間とする方眼紙状の画面）において、譜面入力と同様に音符に相当するデータを置いていく方法。音の発声開始タイミングや発声持続時間を「音符」という単位に囚われずに入力していくことができるが、鍵盤に慣れていない人にはわかりづらいという欠点がある。同様の入力方式に、発声開始タイミングだけを指定する「マトリックス入力」がある。これはローランドTRシリーズなどのリズムマシンに起源を発する入力方式で、持続時間を指定する必要のないドラムやパーカッション音源、1ショット（ループしない）サンプリング波形の再生などに使用するデータの入力に向いている。
リアルタイム入力
音源モジュールに接続されたMIDIコントローラー（キーボードなど）を実際に演奏して、データを入力する方法。楽器演奏が得意な人向き。アフタータッチの余分なデータやミスタッチも入力されてしまうという欠点がある。
Music Macro Language言語による入力
初期のパソコンでデスクトップミュージックをプログラミング言語 BASICなどで表現するのに使用されたが、現在でもごく一部のユーザーに、キャラクタユーザインタフェース（CUI）や使い慣れたテキストエディタでほぼ完結して入力でき、コンパイラーソフトウェアが軽量であるために、他の方法と比べ飛躍的に高速に入力でき、細かい表現がしやすいため愛用されている。しかし、リズムの同期をしっかりとらないと曲の全体がずれてしまうという欠点がある。応用として、日本語で「ドレミ」などと表記できるストトン表記をすることができるソフトウェアがある。

## DTMの長所・短所
通常の楽器演奏と比較した上でのDTMの長所・短所として以下の点が挙げられる。
- 長所
  - 楽器が弾けなくても、パソコンの画面上の譜面に音符や休符を置いていけば、演奏可能となる。
  - 楽器が弾ける人でも、自分のパート以外をパソコンに演奏させて、マイナスワン演奏（楽器版カラオケ）が楽しめる。それに関連して、特定のパートの楽器奏者が身近にいない場合、その代用として使える。
  - 自分の演奏をパソコンに記録し、記録したデータを容易に修正することが可能である。
  - インターネットを利用して演奏データをやりとりすれば、場所や時間を越えた共同作業も可能である。
  - 一般的な「楽器」という定義にとらわれない音を生み出すことも可能である。
- 短所
  - 音源により差はあるが、楽器の響きをコンピュータで出すので、実際の楽器の音を完全には再現できない。
  - 通常の楽器演奏の臨場感を再現するのは困難である。

## DTMに必要なもの
パソコンとシーケンサーソフト
パソコンを中心とするため、パソコンとシーケンサーソフトは必須である。Windows・MacintoshのどちらでもDTMは可能だが、シーケンサーソフトの中には片方のOSでしか動作しないソフトもある。ソフトウェア音源の利用やパソコン上での音声データの編集など高速な処理を要する作業を行うのであれば高スペックのパソコンが必要となるが、そのような作業を行わないならば、対応OSなどの条件を満たす限り1990年代のパソコンでも十分利用可能である。
音源モジュールもしくはソフトウェア音源
2000年代前半頃までは、パソコンでの処理速度や操作性を考慮すると音源モジュールは必須であると考えられていたが、現在ではパソコンの性能向上に伴い、ソフトウェア音源のみで処理することもできるようになった。新たにDTMを始める際で音源モジュールを選択する場合、音源モジュールは複数の音色を同時に再生可能なマルチティンバーのもので、一般的な楽器音が揃っているタイプが望ましい。条件に当てはまる音源として後述のGM対応の音源モジュールが挙げられる。
スピーカーまたはヘッドフォン
音源モジュールにはスピーカーがついておらず、音を出すために別途スピーカーまたはヘッドフォンが必要である。
MIDIキーボード
マウスなどの入力機器でプログラミング（入力）することも出来るので、リアルタイムレコーディングを望まないのならば必ずしも用意すべきというものではない。
MIDIインターフェイス
一昔前のDTM音源モジュールはシリアル端子がついており、パソコンのシリアル端子とケーブルを接続するだけで利用可能であった。昨今のパソコンにはシリアル端子がついていないものが多く、旧来の音源モジュールを使う場合はUSB-MIDIコンバーターなどMIDIインターフェイスが必要となる。ただし最新の音源モジュール・MIDIキーボードもUSBに対応する製品が増えてきたため、新たに購入する際はインターフェースは不要となることもある。

## 主なDTM機材

### シーケンサーソフトと音源モジュールを同梱したパッケージ
90年代初頭から各楽器メーカーから音楽ソフト（シーケンサーソフトやカラオケソフト）と音源モジュールまたは音源内蔵キーボード、そしてパソコンとそれらを接続するケーブル類をパッケージにした製品が発売されていたが、ソフトウェア音源の普及などの理由で2000年代ではほとんどのパッケージが生産完了となっている。
- ローランド
  - ミュージ郎（2000年代前半で生産完了）
  - ミュージくん
- ヤマハ
  - HELLO!MUSIC!
- コルグ
  - Audio Gallery（1990年代半ばに生産完了）
- カシオ
  - 日曜音楽（1990年代半ばに生産完了）
- カワイ
  - SoundPalette（1990年代半ばに生産完了）
- エンターブレイン（現・KADOKAWA）
  - 音楽ツクールシリーズ

### 単品
- シーケンスソフト
  - 代表的なシーケンスソフトを参照。
    - 例：Singer Song Writer, レコンポーザ, XGworks
- 音源モジュール
  - ローランドSCシリーズ・SDシリーズ
    - 例：SC-55mkII, SC-88Pro, SD-90（以上生産完了品）, SD-50（現行機種）

  - ヤマハMUシリーズ
    - 例：MU50, MU80, MU100, MU2000EX, MU500（以上生産完了品）
- ソフトウェア音源
  - ローランドVSC・HQソフトウェア・シンセサイザー
  - ヤマハS-YXGシリーズ
- MIDIキーボード
  - ローランドPCシリーズ
    - 例：PC-70, PC-50, PCR-M30 / M50 / M80

  - ヤマハCBXシリーズ
- スピーカー
  - ローランドMAシリーズ
    - 例：MA-15D, MA-7A

  - ヤマハMSPシリーズ
    - 例：MSP3, MSP5A

## DTMの規格
- 演奏データを機器間でやりとりするための規格
  - MIDI
  - ReWire
- ファイル保存形式
  - SMF
- 音色配列規格
  - GM - メーカーの枠を超えた標準規格
  - GS - ローランド社の社内規格。GMを押しのけ、DTMの事実上統一規格となっている。
  - XG - ヤマハ社の社内規格。
  - GM2 - GMの上位互換規格。

## 歴史
ProTools、Vision、Cubase、Logic、Performerなどプロ指向から発生したソフトの歴史、コルグM1やSY99からTRITONなどのワークステーションシンセに関する記事はそれぞれの項目やDAWを参照されたい。

### MIDIの黎明期
DTMの歴史はMIDIのそれとは切り離して考えることはできない。
MIDIの登場以前は、シンセサイザーなどの音楽機材の仕様・規格が製品によって違っており、複数の機材を接続する複雑さや機器の開発の困難さが問題となっており、また、信号の電圧を反転させたり、周波数を分周するなど工業機器の扱いに関する知識も必要とされていた。そこで、1983年に日米の音楽機器・ソフトメーカーによって演奏のための信号に関する標準規格であるMIDI Standard 1.0が発表され、時を同じくしてシーケンシャル・サーキット社の Prophet-600、ローランド社の JX-3P、ヤマハ社の DX7などのMIDI対応シンセサイザーが発売された。当初は開発者の解釈の違いにより誤動作が起きることがたびたびあったが、徐々にガイドラインも統一されて普及が急速に進むことになる。
また1984年にはパソコンでMIDI信号を送受信する初めてのインターフェイスとしてMPU-401がローランドから、NECPC-8001シリーズおよびPC-8801シリーズ（いずれも8ビットパソコン）用の拡張インタフェースボードとシーケンスソフト付で発売された。このシーケンスソフトは、いわゆる数値入力方式で、その後登場する日本のシーケンスソフトおよびユーザに影響を及ぼした。その翌年にはカモンミュージック社がNEC PC-9801シリーズ対応のMIDIシーケンスソフトであるRCP-PC98（後のレコンポーザ）を発表。パソコンを中心として音楽を制作する環境が徐々に整えられていくこととなった。RCP-PC98は、前述のMPU-401付属のシーケンスソフトとユーザインタフェースやコマンドなどがきわめてよく似ていた。

### DTMの登場と標準規格の制定
初めてDTMという単語が使われた製品は、1988年に発売されたローランドのミュージくんである。これは音源モジュール（MIDI信号などを受信して音声を出力する、鍵盤の無い音源）MT-32とMIDIインターフェイスMPU-PC98、加えてシーケンスソフト（バラードからレコード機能を削除したもの）を同梱したパッケージ品で、箱にDESK TOP MUSIC SYSTEMと記されていた。価格やセットアップの困難さなどのハードルの高さを取り払うことを重視し、パソコンにそこそこ詳しいユーザーであれば誰でも趣味として始められるというコンセプトで発売された。後にDTMにおいてローランドのライバルとなったヤマハは、当初は自社のMSXパソコンに独自の規格の音源／MIDIインターフェイスを接続するパッケージ路線を展開していたため、ホストPCを選ばない汎用パッケージとしてのDTM製品ではローランドの後を追う形となった。この2社と並んで国内のシンセサイザーメーカーとして重要な存在であるコルグは、DTM初期の流れにおいては特別な役割は果たしていない。
MIDIによって電子楽器間の通信プロトコルは統一されたが、MIDIの普及や上記のようなDTMの流れに伴い、MIDI音源の製品ごとの互換性や演奏データの再現度を高める必要性が注目されていくようになる。つまり、MIDI規格の上位層に新たなプロトコルを構築する必要性を意味する。まず1991年にローランドは独自に制定した音源の規格GSに対応した音源モジュールSC-55（Sound Canvas）を発売した。DTM音源の代名詞ともいえる「SCシリーズ」の初代モデルである（後にGMに対応したSC-55mkIIも発売された）。
続いてStandard MIDI File（SMF, MIDIによる演奏データのファイルの標準規格、いわゆる「MIDIファイル」）が制定された。これはシーケンスソフトVisionの開発元であるOpcode社により提唱された。その後、音色の配列の統一やニュアンスの一致を目的としたMIDIの標準規格であるGMが制定される。GMの音色配列は前述のローランド SC-55のキャピタルバンクの音色配列をベースに設定されている。
これに伴ってニフティサーブなどのパソコン通信サービス内でJASRACの認可のもと、商用の曲の音楽データを無料で交換するプロジェクトが始まった。以降、聴き手がGM対応の音源を用意し、配布されているファイルを再生して音楽を楽しむという流れが形成された。これが日本でDTMが確立した大きな要因の一つともいえ、インターネットの普及前であることを考えるとその役割は大きかった。事実現在プロとして活躍するクリエーターにも、このようなパソコン通信での活動を経てきたと公言する者もいる。ローランドのSC-55、続くSC-55mkIIはこの時期においてかなりの認知度を誇った。
対するヤマハはGM対応の1号機として1991年にTG100、およびTG100のディスプレイや操作子を省略したCBX-T3を発売しDTM市場に参入する。しかし後発の弱みと、既存のGM対応機器との著しい音色のニュアンスの違いが原因でSCシリーズほどの普及には至らなかった。
また、ヤマハは続いて1993年にTG300というGS互換モード付きの音源モジュールを出すが、割高な価格設定（75,000円、ライバル機種としたローランドのSC-55mkIIは69,000円）や既にGSが事実上の標準規格になっていたため、やはりローランドの牙城を崩すまでには至らなかった。1994年末にはGMに加えて独自規格であるXGに対応した音源モジュールMU80を発売。結局、GMによって規格が統一されたにもかかわらず、GS（ローランド SCシリーズ）対XG（ヤマハ MUシリーズ）の上位規格の対立構図が形成されることになる。とはいえヤマハはMUシリーズの発表によってSCシリーズのライバル機種として世間に認知されることに成功し、専門誌などでも比較特集が組まれたりするようになった。コルグも05R/WやX5DRといったGM対応のハーフラック音源モジュールをリリースするが、DTM音源というより、ユーザが音色を自在にエディットして本体に記憶できるシンセサイザーモジュールとしての色合いが濃く、この対立構図には加われなかった。
TG300で用意されたGS互換モード（TG300-Bモード）は、以後全てのXG対応音源にも引き続き搭載された。メーカーによる音色の違いはあるものの、一応はXG音源でもGS音源用に作成されたMIDIデータの再生は可能である。しかし、そのGS音源もSCシリーズがモデルチェンジされる度に新しく音色が追加されるため、その全てをXG音源で再現し切ることは不可能である。TG300-Bモードの互換性はSC-55mkIIで作成されたMIDIデータをエディットしなくても、不自然ではなく聞こえる程度に再生してくれるものと考えておいたほうがよいだろう。よってTG300-Bモードで作成したMIDIデータを本家のGS音源で再生すると、鳴り方が作成者の意図したものと異なる場合が出てくる。一方、ローランドもSCシリーズの一つであるSC-88Pro以降のモデルに、非公式ではあるがMIDIデータ内の「XGオン」のメッセージに対応してXG音源をエミュレートする機能を搭載している（もちろんすべてのXG音源をエミュレートするわけではない）。

### パソコンの普及とインターネットブーム
ここまでのパソコンを中心とした音楽制作には、プロ用途にはMacintoshやAmiga、ATARI（もっとも当時はそれ以上に専用シーケンサー機が広く使われていた）、DTMとしてはPC-9801シリーズが主に使用されていた。
Microsoft Windows 95の発売以降、パソコンがより実用的かつ簡単になり、安価に入手できるようになったのは言うまでもない。パソコンの普及は、もちろんメーカーにとってはDTM分野の顧客が増加することを意味する。ローランドのSCシリーズを同梱したパッケージ製品であるミュージ郎、ヤマハのMUシリーズを同梱したパッケージ製品であるHELLO!MUSIC!による販売競争が展開され、MS-DOS時代からMIDIコーナーを設置していたSofmap以外にも一般的なパソコン量販店でもDTMコーナーが設けられるようになる。同梱されたシーケンスソフトはCakewalk、Singer Song Writer、XGworksなどが有名である。
パソコンの普及に伴ってインターネットも急速に広がり、オリジナル楽曲や既存曲のコピー/アレンジ楽曲のMIDIファイルをWebサイトでコンテンツとして配布することが多くなる。GM形式で配布されているデータもあったが、より多彩な表現を可能とする上位規格であるGSやXGの形式を採用する制作者も少なくなかった。この場合、結局聴く側も制作者と同じ規格のMIDI音源を持っている必要がある。ローランドのSCシリーズはSC-55時代から、DTM音源のデファクトスタンダードを確立しており、スムーズにこの時代に販売されていたSC-88、SC-88Proに移行が進み大ヒットし、DTM音源の代表的存在となった。SC-88、SC-88Proは1台の音源で多くのパートを演奏させるという形態にベストマッチした音色の調整など全体的な完成度が高く、現在でも愛用者は多い。この頃には、簡単なMIDI音源であれば一般的なパソコンのサウンドカードに内蔵したり、ソフトウェアでその機能を実現することができるようになったため、特にテレビゲームの楽曲を再現したデータを制作・公開したり探索・鑑賞するコミュニティが賑わった。
後発のXGは、音色エディット方法やエフェクトの細かな指定ができたものの、この時代でもGSに取って代わるまでのヒットはできなかった。しかし、MU80、MU100といったローランドのSC-88、SC-88Proの対抗馬としてリリースされた製品はそれら以上のスペックを持ち、現在でも愛用者が多い。ヤマハはシーケンサー専用機のQYシリーズや小室哲哉がプロデュースするワークステーションタイプのシンセサイザーEOSといったDTMが普及する以前からのヒット商品や、電子ピアノ、エレクトーンなどDTM以外の電子楽器をXGに対応させるモデルチェンジを行っていき、外堀を埋めていったことが、XGが一定の普及を見せた要因と考えられる。
また、コルグ社は1996年にNS5RというGS、XG両方の音色配列を持つ音源モジュールを発表し、その後、それにヤマハ純正のXG音源ボードを搭載したNX5Rという機種を出したが、本格的にDTM市場に参入するのが遅かったことによるシェア獲得の失敗、そしてTRINITY、TRITONといったプロ用シンセサイザーのヒットによって早々とDTM市場から撤退する。

### ブロードバンドの到来と音源、コンピュータの高性能化
MIDIファイルがインターネットで多く配布されるようになったもう一つの要因として、音声データそのものと比較して圧倒的にデータ容量が少ないことが挙げられる。しかしインターネットのブロードバンド化が進んで大容量データを高速に送受信できるようになり、データ容量の差に対する感覚は徐々に解決されてゆく。
加えて、パソコンの高性能化によって手軽にオーディオデータが扱えるようになり、制作したデータの容量を圧縮するMP3などの圧縮フォーマットが広まったことで、MIDIファイル（つまり演奏情報）ではなく音声そのものを録音して公開するという選択肢が現実的になってきたのである。ブロードバンドの普及に伴ってMIDIファイルを配布するサイトが減少し、そのようなコンテンツを扱うコミュニティも人気が無くなっていく状態となった。音声ファイルを公開する場合、制作側と聴く側のMIDI環境を統一しなくても良いため、標準規格を持ついわゆるDTM向けの音源を必ずしも導入する必要は無い。このため、制作した楽曲を公開したいと考える制作者も前述のようなSCシリーズやMUシリーズ以外を選ぶことができるようになった。
このような流れを反映してか、メーカーの戦略にも変化が生じる。例えばSD-90などの近年のローランドのDTM音源は、MIDIだけでなくオーディオデータを扱えるという点を売りにするようになった。しかし、SD-90はかつてのデファクトスタンダードであったSC-88ProやSC-88VLに比べて普及しなかった。SDシリーズ最高峰のモデルSD-90、SD-80は最大同時発音数128音というSC-88Proの2倍の発音数を持ち、内蔵する波形データこそ違うものの、プロ用シンセサイザーと同等の音源エンジンを搭載していると言われているが、ここまでのスペックはユーザには逆に過剰と思われたのか、それとも、SD-90/80にはSC-88/SC-88Proと直接互換性のある音色モードが用意されていなかったせいか買い換えが進まず、SC-88ProやSC-88VLは現在でもなおMIDIデータ作成における標準的位置を占めている。
また、SD-90と同時期のヤマハのDTMフラッグシップモデルであるMU2000は、ユーザーが独自に音色を追加できるサンプリング機能をはじめとして、AN音源やVA音源といったDSPで発音する拡張音源ボードをオプションで取り付けることができる。しかしそれらの機能を全て発揮させようとすると、DTM音源で重要とされる、異機種間の演奏データの互換性が損なわれることになる。これはDTM音源の最高位モデルとプロ用のシンセサイザーモジュールとの垣根が曖昧になりつつあることの好例であるといえる。
ヤマハ社の音源モジュールはかつて非常にラインナップが多かったが、DTMにおけるフラッグシップモデルであったはずのMU2000は単体製品としての製造は完了し、プロ向けシンセサイザーモジュールMOTIF-RACK ESと、ディスプレイ無しのXG音源MU500という製品構成となっており、パワーユーザーにはシンセサイザーモジュールを、初心者には安価なDTM音源を、という選択肢になっている。
同様にローランド社もDTMにおけるフラッグシップモデルであるSD-90/80の生産は完了し、ディスプレイなしのSD-20のみのラインナップとなり、プロ向けにシンセサイザーモジュールFantom XRを発売している。
1998年にはGS、XGのお互いの規格のGMからの拡張部分を統一したフォーマットとしてGM2が制定されたが、ブロードバンドの普及によってMP3などの圧縮音声ファイルフォーマットによる配信が一般化したこともあり、普及には至っていない。
また、ヤマハのXG音源の一つMU2000EXでは正式にGSをサポートし、さらにローランドのGS音源の一つSD-90も正式にXGLite（XGの簡易フォーマット）をサポートするなど、2つのライバル会社間の異なる規格がさらに歩み寄りを見せた。
2010年にヤマハは残る最後のDTM音源モジュールMU500の生産を完了し、ローランドはSD-50を発表した。2015年にはSD-50は生産を完了し、ローランドはソフトウェア音源であるSOUND Canvas for iOSを発表した。

### DTMのこれから
一般的なパソコンでもハードディスクレコーディングが可能な性能に追いつき、初心者向けシーケンスソフトでもMIDIだけでなくオーディオを扱うことができるものが多くなって来ている。しかも、ソフトウェア上で高性能なシンセサイザーやエフェクターなどをもシミュレート可能になったことで、パソコンとソフトのみでも品質の良い楽曲を制作できるようになる。然るべき機材を用意すれば、演奏を録音したりそれを任意に編集したりといった、一昔前では高価な機材やソフトがなければ行えなかったような作業もある程度可能になった。
かつてはMIDIおよびMIDIファイルがDTMの中心であったが、「DTM」を意識する必要が無くなってきたことから、CubaseやCakewalk SONAR、Digital Performer、LogicなどのDAW（これらのソフトも元をただせばATARIやMac上のMIDIシーケンサーソフトにオーディオ処理機能を追加したものではあるが）を選択する制作者も増加し、プロ向けソフトを作ってきたメーカー側も初心者を取り込むための戦略を打ち出している傾向にある。
また、前述のブロードバンドの普及やMP3などの音声データ圧縮技術の普及、およびDTM音源のもつ役割の変化などといった理由により、DTMユーザーにはSCシリーズやMUシリーズ以外の選択肢ができるようになったため、プロ用として設計・製造されたシンセサイザーのモデルチェンジの速さは以前と変わらないにもかかわらず、一方のDTM音源は各社が競って出していた1993年から1997年頃に比べモデルチェンジは鈍化しており、4〜5年前に発表されたモデルが現行機種であるケースが多く見受けられる。
ヤマハのXG SOUND WORLDが2001年をもって終了し、以前はDTMコーナーを置いていた家電量販店ではそのスペースがPC用スピーカーのコーナーにリニューアルされるなど1990年代中頃に比べれば、ブームとしてのDTMは一旦収束した。
2000年代後半以降は純粋なソフトウェアとしてのDAWが主流となり、特に拘りがなければ、PCのみで楽曲の制作から演奏まで一貫して行えるようになった。2010年代前半に入ると、スマートフォンやタブレットを楽器として使う事例まで散見されるようになった。これらは過去のスタジオ機材を凌駕する性能も持ち併せている。
また、通信カラオケや携帯電話の着メロ音源としてDTM音源の規格が利用されているといった形で日常生活にとけ込み、これらの環境は社会のインフラとして定着したとも言える。